# 구글에 대한 비판
구글에 대한 비판에는 조세 회피, 검색 결과의 오용 및 조작, 다른 사람의 지식 재산권 사용,
데이터 축적이 사람의 개인정보를 침해할 수 있고 사용자에 대한 첩보 활동을 위해 구글 어스에서 미국군과의 협업을 할 수 있는 문제, 검색 결과와 내용의 검열, 서버의 에너지 소비량 및 독과점, 영업방해, 경쟁법, 아이디어 차용, 거짓 정보와 선전의 검새 결과 색인 및 표출, Ideological Echo Chamber 등 전통적인 사업 문제에 대한 염려가 포함된다.
구글의 특허 기업 알파벳은 웹 검색 엔진, 클라우드 컴퓨팅, 광고 기술 부문으로 투자를 받은 미국의 다국적 공개 기업이다. 구글은 수많은 인터넷 기반 서비스와 제품을 호스팅하고 개발하며 주로 구글 애즈 프로그램을 통해 광고로부터 수익을 얻는다.
2023년 5월, Google은 오래되고 사용하지 않는 계정이 유출될 가능성이 높다는 보안상의 이유를 들어 2023년 12월부터 비활성 사용자 계정을 삭제할 것이라고 발표했다. 구글은 "잊어버리거나 사용하지 않는 계정은 유출되었을 가능성이 있는 오래되거나 재사용된 비밀번호를 사용하고, 2단계 인증을 설정하지 않았으며, 사용자의 보안 점검을 덜 받는 경우가 많다"고 주장하면서 "유튜브 동영상을 삭제할 계획이 없다"고 말했다. 비활성 계정을 삭제하기로 한 결정은 일부 비판과 반발을 불러일으켰다. 이러한 결정의 근거로 인용된 보안상의 근거는 조롱의 대상이 되었으며, 은행이 강도로부터 안전하지 않다면 불태워야 한다는 가상 시나리오와 비교되기도 했다. 또한, 어나니머스 핵티비스트 집단은 비활성 계정 삭제 결정에 대해 "가혹하다"고 표현하며 "역사를 파괴할 것"이라고 여러 차례 항의한 바 있다.

## 같이 보기
- Don't Be Evil
- 아일랜드의 조세 피난처
- 필터 버블
- 구글의 역사